# Molomix
Molomix é um álbum de remixes da banda Molotov, lançado em 24 de Novembro de 1998.

## Faixas
1. "El Carnal de Las Estrellas" [Intro] - 4:38
2. "Puto" [Mijangos Hard Mix] - 7:00
3. "Gimme Tha Power" [Urban Mix] - 3:53
4. "Cerdo" [Porcino Mix] - 3:38
5. "Voto Latino" [Remix] - 2:57
6. "Puto" [M&M Electrónica Dub] - 6:04
7. "Cerdo" [Radio Mix] - 2:45
8. "Gimme Tha Power" [Drum'n Bass Mix] - 3:42
9. "Puto" [MD Extended Mix/"Chinga Tu Madre" Prosa y Canto] - 6:59
10. "Rap Soda y Bohemia" - 4:03